# 金石 (金沢市)

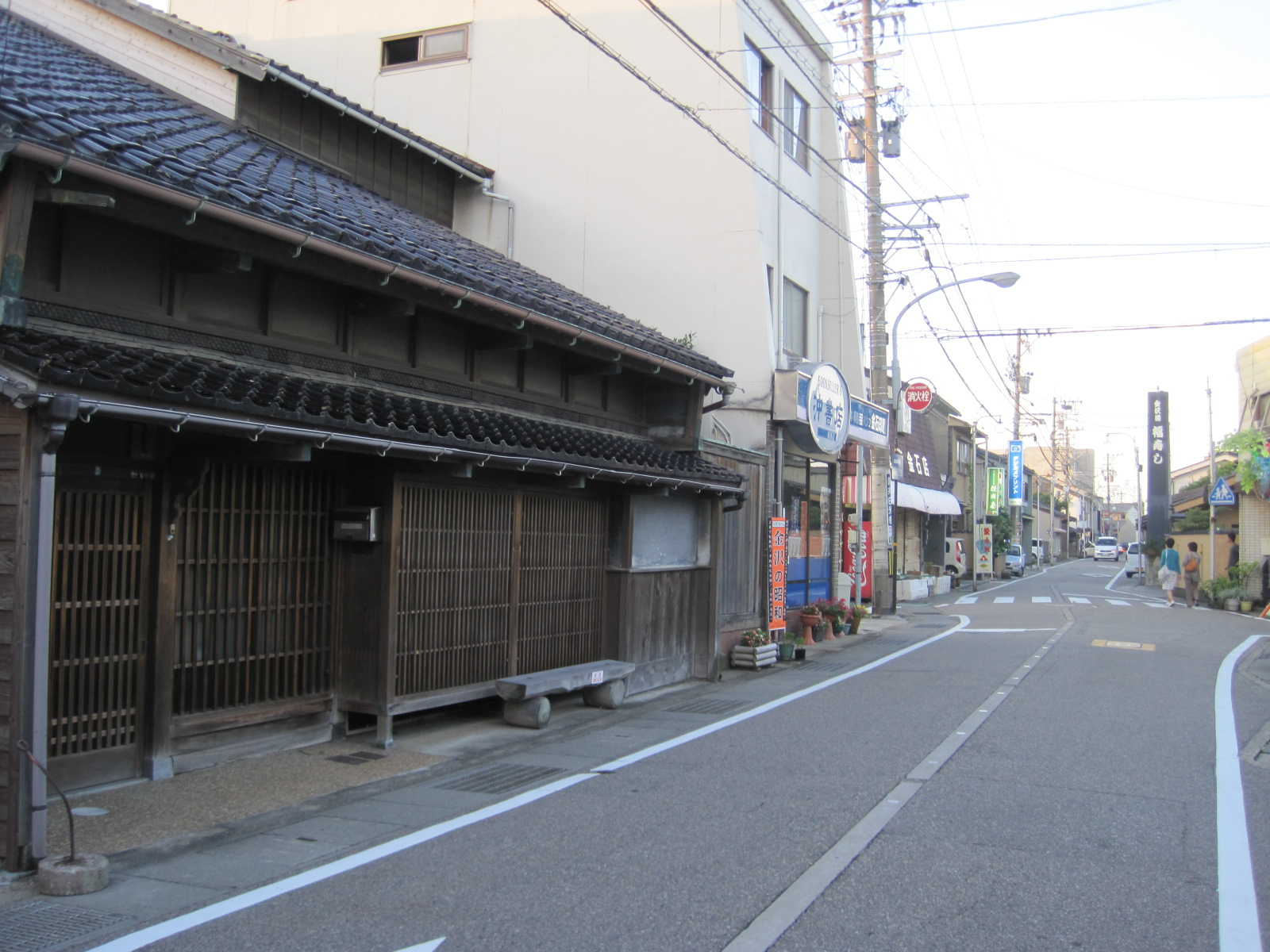
金石の町並み

金石（かないわ）は、石川県金沢市の地域。金沢市北西部に位置しており、犀川河口右岸の地域で日本海に面する港町である。

## 概要
金沢港の西部に位置する古くからの港町で、金石の地名が付けられる前は宮腰と呼ばれていた地域である。金石の街中は古くからの町並みが残っており、金沢市による「こまちなみ保存区域」に指定されている。
1943年（昭和18年）に旧金石町周辺の大野村及び二塚村とともに金沢市に編入合併して金沢市の地域となる。金沢市に編入してからは旧金石町の各町名は金石と付けられ、金沢市の町名として継承された。1968年（昭和38年）に住居表示制度の導入により町名および地番の整理が行われ、30ほどの金石と付いた町名が5つに再編された。
2018年（平成30年）11月1日、金沢市の旧町名復活運動により金石西二丁目、三丁目、四丁目の各一部が3つの旧町名として復活した。旧町名復活運動で復活したのは、2009年（平成21年）の「下新町」「上堤町」以来9年ぶりとなった。なお、2019年（令和元年）秋にはさらに3町が復活する。

## 歴史

### 明治時代以前
金石（旧宮腰）は北前船の寄港地で繁栄した地域で、かつて銭屋五兵衛を代表とする商人が金石を拠点に商業活動が盛んに行われた。加賀藩時代、前田利家が宮腰から金沢城へ入城した縁もあり加賀藩の外港として優遇を受けていた。加賀藩の外港で材木などの物資の物流拠点として繁栄する。しかし、隣接する大野港にも外港機能があり、大野村（加賀藩期）と宮腰町の間で様々な利権の対立が絶えなかった。このような状況を見兼ねた加賀藩は宮腰町と大野村を地域として融合させようと1866年（慶応2年）に両地区を合併させた。「固いこと金石（きんせき）の交わり」（固い約束の意味）から金石（かないわ）を町名として採用した。これが、金石の由来となる。宮腰地区は金石町本町となり、1889年（明治22年）の町村制施行後は石川郡上金石町になる。

### 明治時代から現代
しかし、旧宮腰と大野両地区が融合したかに見えたが、世間では旧宮腰地区が金石と通用されるようになり、同じ金石を町名に採用した大野地区（石川郡下金石町）は様々な不都合が生じるようになった。大野地区はやがて当時の石川県庁や明治政府に町名変更を請願するようになり、その結果1898年（明治31年）3月12日に大野地区が大野町に名称を変更して、金石の地域は本来の宮腰地域に限ることになる。
1920年（大正9年）6月1日に下金石町から金石町に名称を変更して、金沢市編入以降も金石の町名・地区名は使われ続けている。1898年（明治31年）に金石馬車鉄道（後の北陸鉄道金石線）の開業以降は港町の繁栄に陰りが見え、港で繁栄した商業は変わらざるを得なくなる。北陸鉄道金石線の廃止以後、並行している金石往還（現在の石川県道17号金沢港線）が拡幅され、金沢の幹線道路として形成されている。

## 金石の町名
住居表示制度を導入していない地域
- 金石本町（かないわほんまち）
- 金石海原（かないわうなばら）

住居表示導入地域
- 金石東（かないわひがし）
- 金石北（かないわきた）
- 金石西（かないわにし）

旧町名復活運動によって復活した町名
いずれも住居表示を導入している。
- 金石海禅寺町（かないわかいぜんじまち） - 金石西一丁目・二丁目の各一部[4]
- 金石今町（かないわいままち） - 金石西二丁目の一部[5]
- 金石新町（かないわしんちょう） - 金石西二丁目の一部[6]
- 金石味噌屋町（かないわみそやちょう） - 金石西二丁目・四丁目の各一部[7]
- 金石下本町（かないわしもほんまち） - 金石西三丁目・四丁目の各一部[8]
- 金石下寺町（かないわしもでらまち） - 金石西三丁目の一部
- 金石通町（かないわとおりまち） - 金石西三丁目・四丁目の各一部[9]
- 金石上浜町（かないわかみはままち） - 金石西四丁目の一部
- 金石松前町（かないわまつまえまち） - 金石西二丁目・四丁目の各一部
- 金石浜町（かないわはままち） - 金石西四丁目の一部
- 金石上越前町（かないわかみえちぜんまち）- 金石西四丁目、金石北一丁目・金石北二丁目の各一部
- 金石御船町（かないわおふねまち） - 金石北一丁目の一部
- 金石相生町（かないわあいおいちょう）- 金石北三丁目の一部

住居表示実施によって消滅した町名
- 金石冬瓜町（かないわかもりまち）
- 金石上本町（かないわかみほんまち）
- 金石長田町（かないわながたまち）
- 金石重胆寺町（かないわじゅうたんじまち）
- 金石達磨町（かないわだるままち）
- 金石横町（かないわよこちょう）
- 金石上寺町（かないわかみでらまち）
- 金石湊町（かないわみなとまち）
- 金石古河町（かないわふるかわまち）
- 金石御塩蔵町（かないわおしおぐらまち）
- 金石新潟町（かないわにいがたまち）
- 金石上新浜町（かないわかみしんはままち）
- 金石下新浜町（かないわしもしんはままち）
- 金石下越前町（かないわしもえちぜんまち）
- 金石鉄砲町（かないわてっぽうまち）
- 金石松原町（かないわまつばらちょう）

## 周辺施設
名所・旧跡
- 大野湊神社
- 石川県銭屋五兵衛記念館・銭五の館

行政など
- 金石市民センター（金沢市役所）
- 金石消防署（金沢市消防局）
- 金沢西警察署
- 金石西郵便局
- 金石郵便局

教育
- 金石幼稚園
- 金沢市立金石町小学校
- 金沢市立金石中学校

事業所
- 日成ビルド工業（本社）
- 三善製紙（本社・工場）

## 交通
バス

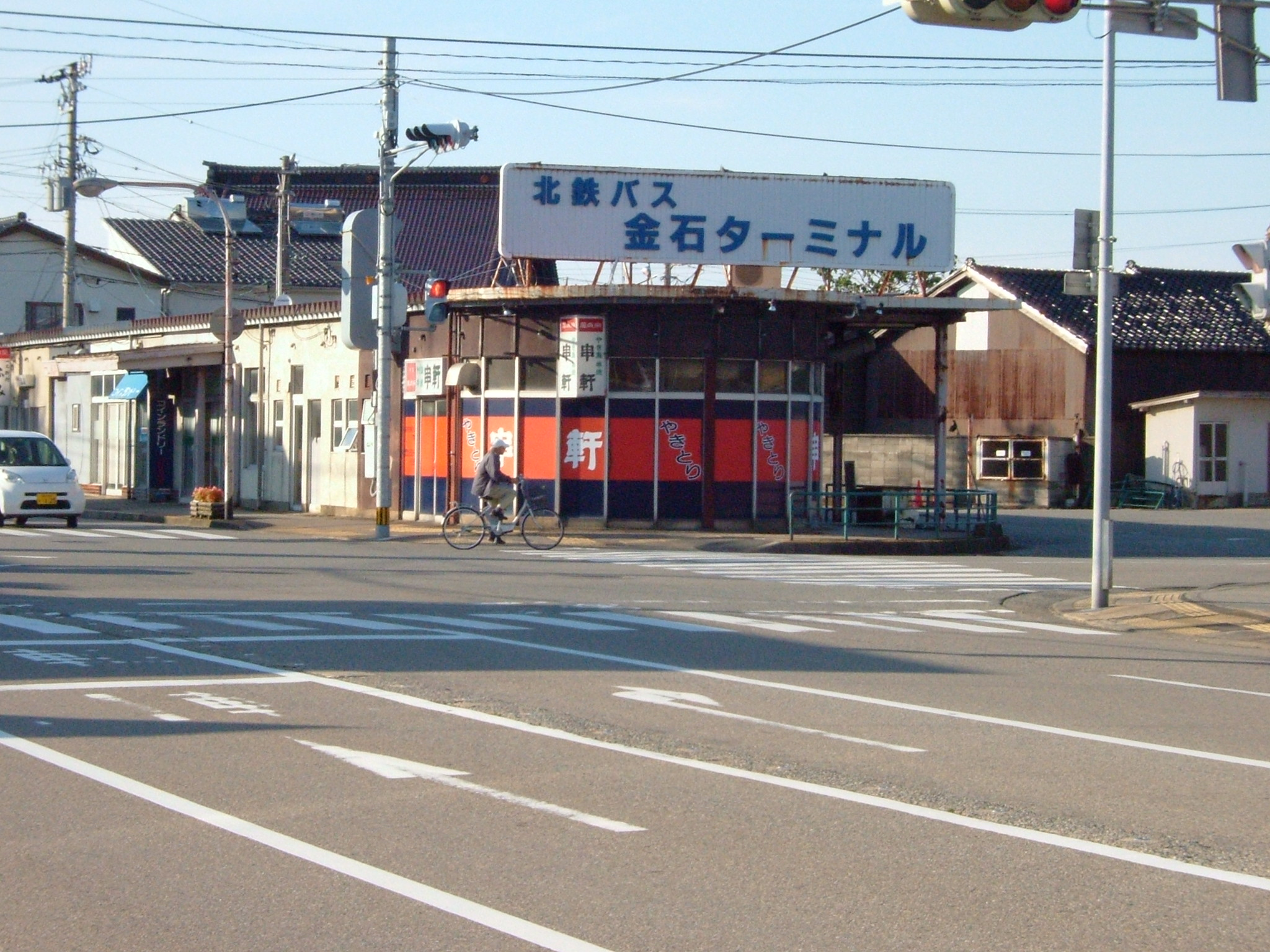
北陸鉄道金石バスターミナル
（旧金石駅）

- 北鉄バス（北陸鉄道・北鉄金沢バス）金石バス停（金石バスターミナル）
  - 1番標識
    - 60 金石線　金沢駅西口、野町駅行き
    - 62 畝田住宅線　中央病院経由金沢駅西口行き
    - 33 四十万金石線　金沢工業大学、四十万、南部車庫行き
    - 34 三馬大野線　高尾、金沢工業大学行き
    - 畝田住宅線　金沢星稜大学・星稜高校行き
    - 三馬大野線　金大附属学校自衛隊前行き

  - 2番標識
    - 61 三馬大野線　大野行き
    - 63 三馬大野線　大野港行き

鉄道
- 北陸鉄道金石線（1971年9月1日に廃止）
  - 金石駅 - 三善製紙前駅

道路
- 石川県道17号金沢港線
- 石川県道8号松任宇ノ気線

## 金石に縁のある人物
- 銭屋五兵衛（海商）
- 初代中村歌右衛門（歌舞伎役者）
- 安宅弥吉（実業家）
- 別川悠紀夫（政治家、実業家）
- 下沢佳充（政治家、石川県議会議員）
- 鈴木庸生（理学博士。理化学研究所で研究を行う。）
- 角野達洋(北陸放送元アナウンサー、金石中学校OB)